# Moneda de cinco soberanos
La moneda de oro de cinco libras esterlinas (£5), también conocida como moneda de cinco soberanos y soberano quíntuple fue una denominación que comenzó a circular desde principios de siglo XIX, y era equivalente a cinco soberanos de oro, y comparte con este, tanto la aleación como el diseño.

## Moneda de cinco guineas
Las monedas de oro de cinco guineas fueron acuñadas con un valor inicial de veinte chelines por chelín (el equivalente a cinco libras esterlinas), antes de que el valor de la guinea fluctuase y eventualmente terminase ascendiendo por encima de su valor facial a veintiún chelines por guinea (en 1717); Por ende, es discutible que las monedas de cinco libras acuñadas tras el gran proceso de reacuñación de 1816 es meramente una continuación de piezas producidas con anterioridad. Sin embargo, las monedas de cinco libras tienden a poseer troqueles de acuñación más modernos, y por ende tiende a ser considerada por separado con respecto a las otras denominaciones. 

## Monedas de cinco soberanos de  Jorge III
La primera aparición de la denominación fue durante el reinado de Jorge III, cuando fue producida por primera vez en 1820 como un patrón de diseño. El anverso muestra un busto orientado hacia la derecha con la inscripción GEORGIUS III D. G. BRITANNIAR. REX F.D (en español: Jorge III, por la gracia de Dios, Rey de los Británicos, Defensor de la fe), junto con la fecha de acuñación. El reverso contiene la imagen de San Jorge y el Dragón

## Monedas de cinco soberanos de  Jorge IV
La siguiente aparición de esta denominación fue durante el reinado de Jorge IV, y fue producida en 1926 y 1829. El anverso muestra un busto del rey orientado a la izquierda con la inscripción GEORGIUS IV DEI GRATIA (en español: Jorge IV, por la gracia de Dios), junto con la fecha de acuñación. El reverso muestra un escudo coronado dentro de una capa de manto junto con la inscripción BRITANNIARUM REX FID DEF (en español: Rey de los británicos, defensores de la fe). La pieza lanzada en 1826 posee una inscripción en su borde que reza DECUS ET TUTAMEN ANNO REGNI SEPTIMO mientras que la pieza de 1829 posee un borde liso.

## Era Victoriana
Durante el reinado de Guillermo IV, no se produjo piezas de esta denominación, y solo reaparecieron a principios del reinado de Victoria. En la era Victoriana, se produjo una de las monedas más atractivas y famosas, la coloquialmente conocida como la moneda de "Una y el León". Una y el León son personajes del poema La Reina Hada de Edmund Spenser. Esta moneda ha adquirido un gran significado cultural entre los coleccionistas: El anverso contiene el "busto joven" de la reina orientado hacia a la izquierda, junto con la inscripción VICTORIA D G BRITANNIARUM REGINA F D (en español: Victoria, por la gracia de Dios, Reina de los británicos, defensora de la fe), mientras que el reverso contiene una imagen de la reina victoria como Una, llevando al león a su izquierda, junto con la inscripción DIRIGE DEUS GRESSUS MEOS (en español: Qué el Señor dirija mis pasos), aunque algunas monedas rezan DIRIGIT, en vez de DIRIGE, que dejaría la frase: (en español: El Señor guía mis pasos) – junto con la fecha MDCCCXXXIX (1839 D.C), bajo la figura de Una y el León. El borde puede contener la inscripción DECUS ET TUTAMEN ANNO REGNI TERTIO  o ser totalmente liso. Esta edición es la más ligera de todas las monedas de £5, pesando solo 38.7 - 39.3 gramos
La próxima aparición de la denominación no fue hasta 1887, cuando se implementó el "busto del jubileo", junto con la inscripción VICTORIA D G BRIT REG F D (en español: Victoria, por la gracia de Dios, Reina de los británicos, defensora de la fe), mientras que el reverso contiene el diseño de Benedetto Pistrucci, de San Jorge asesinando al dragón, junto con la fecha debajo de dicha figura como única inscripción. El borde de la moneda es fresado y pesa 40 gramos. Esta pieza fue también raramente producida en la Sydney mint, en Australia, la cual es identificiable gracias a la letra "S" localizada sobre el centro de la fecha. 
El reverso de Pistrucci fue utilizado nuevamente en 1893, cuando el anverso usado fue la "busto antiguo" o "busto con velo/velado" de la reina, junto con la inscripción BRITT REGINA FID DEF IND IMP (en español: Victoria, por la gracia de Dios, Reina de los británicos, defensora de la fe, emperatriz de la India), y el borde es nuevamente fresado.

## Monedas de principios delsigloXX
Durante los reinado de Eduardo VII, Jorge V, Eduardo VIII y Jorge VI, las monedas de cinco libras fueron acuñadas únicamente en sets proof del primer año de reinado (en el caso de Eduardo VIII, la moneda únicamente llegó a ser preparada y tuvo una cantidad acuñada muy limitada, por lo cual alcanza precios de £175,000). Durante todos esos reinados, se empleó el diseño de Pistrucci de San Jorge y el Dragón, mientras que las piezas de 1902 y 1911 poseían bordes fresado, algunas de las monedas acuñadas en 1937, poseen bordes lisos. La moneda de 1902 de Eduardo VII, fue también acuñada en Sídney y es identificiable gracias a la letra "S" localizada sobre el centro de la fecha.

## Moneda Isabelina de cinco soberanos
El reino de Isabel II presenció la interrupción de la práctica de acuñar monedas de oro. Un pequeño número de monedas de £5 fueron acuñadas en 1953 para proveer continuidad a la serie y de nuevo en 1957, sin embargo, ninguna de estas piezas fueron lanzadas al público, por lo que en la actualidad, son extremadamente valoradas entre los coleccionistas, alcanzando precios de entre £250,000–£500,000.
Tras eso, no se acuñaron más monedas de £5 hasta el año 1980, nueve años tras la decimalización, y desde entonces, han sido regularmente acuñadas durante entonces. 
En épocas modernas, se acuñan simultáneamente, dos tipos de monedas de cinco libras, la moneda de £5 (apodada "corona"), al igual que otra moneda bautizada como "soberano quíntuple" o "moneda de cinco soberanos" (siendo equivalente a la moneda de cinco soberanos y siendo parte de un set moderno de piezas con tamaños iguales a las piezas originales). Ambas piezas son de curso legal. 
Las monedas de £5 (soberanos quíntuples) poseen un diámetro de 36.02 milímetros, en contraste con las "coronas" conmemorativas de 38.60 milímetros.

### Soberanos Quíntuples
Las monedas de £5 acuñadas entre 1980 y 1984 emplean la efigie de la reina diseñada por Arnold Machin, mientras que las monedas acuñadas entre 1985 y 1990 emplean la efigie de Raphael Maklouf. En 1989, se creó un nuevo diseño para conmemorar el aniversario N.º 500 de la edición original del soberano inglés: El anverso muestra a la reina sentada en el trono de coronación sosteniendo una orbe y un cetro junto con la inscripción ELIZABETH II DEI GRA REG FID DEF (en español: Isabel II, por la gracia de Dios, Reina de los británicos, defensora de la fe), mientras que el reverso muestra un escudo coronado dentro de una rosa doble junto con la inscripción ANNIVERSARY OF THE GOLD SOVEREIGN 1489–1989 (en español: Aniversario del soberano de oro 1489–1989).
Desde 1990, las monedas de oro han continuado siendo producidas en cantidades limitadas cada año, principalmente como monedas bullion, aunque algunas poseen un valor coleccionable gracias a su escasez. Algunas poseen estándares de prueba o BU, junto con un valor nominal (no facial) en línea junto con las monedas de otro tamaño de soberanos.
El reverso de Pistrucci continuó siendo usado excepto en 2002, cuando se implementó una moneda conmemorativa especial del Jubileo dorado, que reimplementó el diseño de reverso del escudo.

### Coronas acuñadas en la actualidad
Desde 1990, se han producido monedas conmemorativas de £5 en cuproníquel, aunque también se acuñan versiones premium en oro y plata. Estas monedas han sido acuñada junto con nuevas ediciones de las piezas que poseen el reverso diseñado por Pistrucci, "el soberano quíntuple". Estas "monedas modernas de cinco libras" son una continuación de la corona, la cual fue acuñada en 1544 como una moneda de cinco chelines. 
Estas monedas modernas fueron acuñadas para conmemorar eventos de significancia real o nacional, no para circulación.